# 未来/ここにしかないもの (イケメン'ズの曲)
「未来/ここにしかないもの」はイケメン'ズの７枚目のシングル。2011年10月5日発売。

## 収録曲
1. 未来(作詞・作曲：伊東洋平)
2. ここにしかないもの(作詞：横山真一郎)(作曲：里地帰)
  - 奥会津温泉郷協議会イメージソング
3. 未来(オリジナル・カラオケ)
4. ここにしかないもの(オリジナル・カラオケ)